# 安西幸輝
安西幸輝（1995年5月31日—），日本足球運動員，日本國家足球隊成員，司職後衛，現效力日職球隊鹿島鹿角。

## 俱樂部生涯
安西幸辉出生于1995年5月，早在2008年就加入东京绿茵青训，2014年从东京绿茵梯队升入一线队，并迅速成为球队的主力。在东京绿茵效力的四年中共有150次出场。
在2018年从东京绿茵转会来到鹿岛鹿角，共代表球队在各项赛事出场72次打进6球，帮助球队在2018年夺得亚冠冠军。
2019年赛季安西幸辉则为鹿岛鹿角在日职联赛出场15次，打进3球。安西幸辉还代表鹿岛鹿角参加过世俱杯。
鹿岛鹿角官方宣布，球队左后卫安西幸辉加盟葡超球队波蒂莫嫩塞。
葡超第5轮波尔图3-2战胜波蒂莫嫩塞，日本后卫安西幸辉在比赛中为球队攻入精彩进球。
鹿岛鹿角官方宣布，波蒂莫嫩塞后卫安西幸辉重返球队，他将身披2号球衣征战日职联赛。

## 國家隊生涯
2019年3月份，日本对阵哥伦比亚的友谊赛当中，安西幸辉首次在国际赛事中亮相。

## 外部連結
- 安西幸輝的X（前Twitter）
- 日本職業足球聯賽中的安西幸輝 （日語）
- Profile at Tokyo Verdy
- 安西幸輝在 National-Football-Teams.com 上的出场纪录